# Neolophonotus manselli
Neolophonotus manselli là một loài ruồi trong họ Asilidae. Neolophonotus manselli được Londt miêu tả năm 1986. Loài này phân bố ở vùng nhiệt đới châu Phi.